# Мария Колева (политик)
Вижте пояснителната страница за други значения на Мария Колева.
Мария Петрова Колева e български адвокат и политик, председател на партия „Правото“.

## Биография
Родена е през 1961 г. През 2003 г. завършва специалност „Право“. В периода от 1989 до 1991 г. е главен счетоводител в „Българо-ирландско представителство“ в София.
В периода от 1989 до 1995 г. е директор на дирекции „Счетоводство и контрол“ и „Нормативни анализи, кредитна и лихвена политика“ в ЦУ на „Балканбанк“ в София, а от 1995 до 1997 г. директор на „Дялове и съучастия“ в Международна ортодоксална банка. През 1997 – 2001 г. е член на Надзорния съвет в Банка „Хеброс“.
В периода 1999 – 2002 г. е финансов директор на Словенско фармацевтично представителство ЛЕК. Вещо лице по специалност „Финанси, банково дело и счетоводство“, вписано в регистъра на вещите лица при Софийски градски съд. Лицензиран оценител на цели предприятия от „Агенция за приватизация“.
През 2003 г. става член на Софийска адвокатска колегия. Специализира в областта на банковото дело, икономиката, земеделието, търговията и представителството на чуждестранни лица.

## Политическа дейност
През 2018 г. учредява партия „Правото“ и става неин председател. На президентските избори през 2021 г. e кандидат за президент, издигната от партия „Правото“. На местните избори през 2023 г. е кандидат за кмет на София, издигната от същата партия.